# Iulii (gintă)
Ginta Iuliilor (sau a Iulienilor) a fost una dintre cele mai vechi familii patriciene din Roma antică. Membrii gintei au obținut cele mai înalte demnități ale statului în primele timpuri ale Republicii. Primul din familie care a obținut consulatul a fost Gaius Iulius Iulus în 489 î.Hr. Ginta este probabil cel mai bine cunoscută totuși pentru Gaius Iulius Caesar, dictatorul roman și unchiul bunic al împăratului Augustus, prin care numele a fost transmis așa-numitei dinastii iulio-claudiene din secolul I d.Hr. Nomenul Iulius a devenit foarte obișnuit în vremurile imperiale, deoarece descendenții persoanelor înscrise ca cetățeni sub primii împărați au început să își pună amprenta în istorie.